# Preston Wynne
Preston Wynne – wieś w Anglii, w hrabstwie Herefordshire. Leży 8 km na północny wschód od miasta Hereford i 187 km na zachód od Londynu.